# Nuremberg BC
Le SELLBYTEL Baskets Nürnberg est un club allemand de basket-ball issu de la ville de Nuremberg. Le club appartient à la Pro B, le deuxième échelon du championnat allemand.

## Noms successifs
- Depuis 2008: Franken Hexer
- 2007-2008 : Dimplex Falke Nürnberg
- 2005-2007 : SELLBYTEL Baskets
- ?-2005 : rceFalke
- 2001-? : BBC
- 1999-2001 : Consors Falkebasket
- 1996-1999 : DJK Falke

## Palmarès
- Champion du groupe Sud de la 2.Bundesliga (2e division) : 2005

## Entraîneurs successifs
- Depuis ? : Stephen Harlander